# James Last
Hans Last, dit James Last, est un compositeur et chef d'orchestre allemand, né le 17 avril 1929 à Brême et mort le 9 juin 2015 à Palm Beach en Floride.
Son style est représentatif de l'easy listening, une forme de musique accrocheuse destinée au grand public.

## Biographie

### Brême
Hans Last est né à Hemelingen, un quartier de Brême, d'un père employé aux Bremer Stadtwerken. Passionné par la musique, il transporte un bandonéon et une batterie à l'arrière de son vélo pour jouer à 4 Reichsmark la soirée.
En 1943, en pleine guerre, toutes les possibilités de se former à la musique dans le civil étant fermées, il s'inscrit à l'école de musique militaire de Francfort. Les bâtiments de l'école ayant été détruits par un raid aérien, il ira à celle de Bückeburg,. L'école est fermée en 1945, mettant un terme à ses études musicales.
Hans Last entame alors une carrière de musicien professionnel en jouant du piano dans des clubs en zone d'occupation américaine, puis de la contrebasse. Il fait son premier arrangement pour le film The Hunters,.
Il commence ensuite en tant que bassiste auprès de l'orchestre de danse de Radio Bremen à la fin 1945. À côté du grand orchestre de danse se forme le Last-Becker Ensemble (de) avec jusqu'à 13 musiciens et qui anime de nombreuses soirées. Il est nommé meilleur bassiste de jazz en 1950 et les deux années suivantes par le magazine populaire masculin Die Gondel. Il joue au premier Deutsches Jazzfestival à Francfort, concert publié en disque.
À la suite de ses succès en tant qu'arrangeur de musique de danse pour le Last Becker Ensemble et le grand orchestre de danse de Radio Bremen, cette station lui demande de former un orchestre à cordes qui jouera en direct deux fois par semaine.

### Hambourg
Il quitte en 1955 Radio Bremen, qui ne compte pas assez d'auditeurs, pour Hambourg, où il est bassiste auprès de l'orchestre de danse de la Nordwestdeutscher Rundfunk (NDR), où il accompagne souvent les chanteurs en vogue à ce moment et fait aussi des arrangements. En plus de la basse acoustique, il commence à la basse électrique.
Hans Last fait aussi des arrangements pour Helmut Zacharias, qui est passé du jazz à la musique populaire et part avec lui en tournée européenne.
Il arrange aussi pour Harry Hermann (de) et Michael Jary, pour lequel il écrit la musique du film Wie werde ich Filmstar? (de).
Il sort ses premiers disques chez Polydor en 1963. Deux disques de Hans Last und die Rosenkavaliere font un pot-pourri des succès des années 1940 et 1950, un troisième reprend de la musique classique, le tout sans grand succès public. En 1965, il renonce à sa place de bassiste auprès de la NDR. Il sort un nouvel album chez Polydor qui comble cette fois ses attentes.
C'est lors de la préparation de la publication de l'album Non Stop Dancing '65 pour le marché international que Polydor se décide pour le nom d'artiste James Last, qui est rapidement aussi utilisé en Allemagne,. Ce nom est écrit avec des « ombres » assez typiques des années 1970 sur les pochettes des albums.

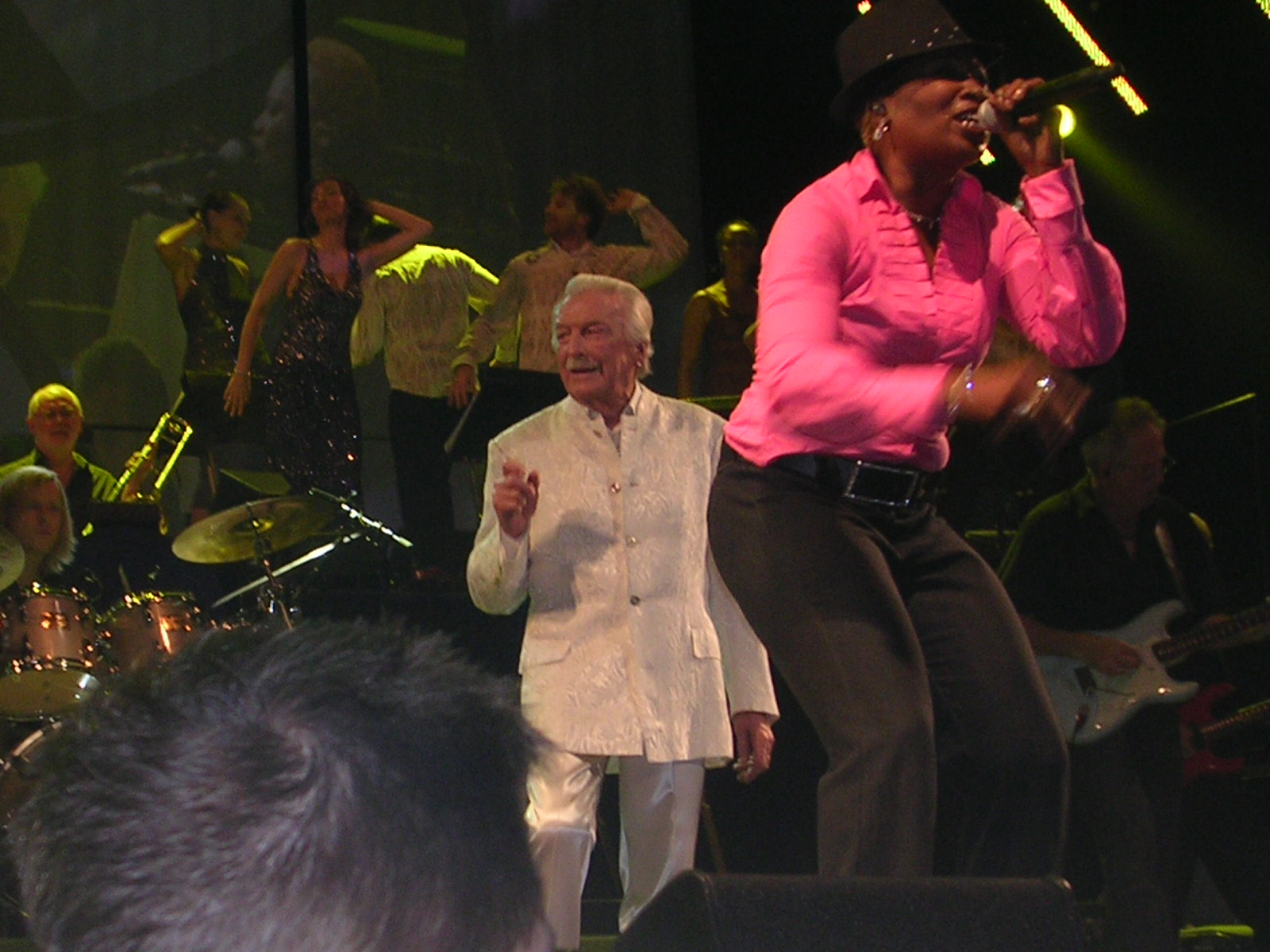
James Last (au centre) au Lanxess Arena à Cologne (2009).

Son « happy sound » ou « son heureux » remporte un énorme succès à partir de 1965 et pour deux décennies. Il compte à l'époque à lui seul pour près de 30 pour cent des ventes de disques de Polydor en Allemagne. Il est le seul artiste de la maison de disques à obtenir son propre bureau avec une secrétaire. Au début, les couvertures de ses albums privilégient des images de femmes, mais à partir de 1968 il est en photo. En 1973, il reçoit son 100e disque d'or. À cette époque, Elvis Presley n'en compte que 76 en Allemagne et les Beatles 58. Il sort jusqu'à douze albums par an.
Autour de 1985, ses producteurs Ossi Drechsler et Werner Klose avaient quitté Polydor, et les nouveaux dirigeants considèrent James Last comme un modèle dépassé. Il perd son bureau lorsque l'entreprise déménage. Le studio de Rahlstedt (de) n'est plus disponible à partir des années 1990. James Last songe à changer de maison de disques, mais les droits sont à l'entreprise et non au musicien. C'est ainsi que sortent de nombreuses reprises, portant préjudice à la sortie de nouveaux albums.

### La Floride
Il déménage complètement à partir des années 1980 pour la Floride, où il installe un studio d'enregistrement et produit des albums. Il rencontre des difficultés financières et il est victime d'escrocs lors de ses investissements.
Il meurt en Floride en 2015. Selon sa volonté, il est enterré au cimetière d'Ohlsdorf.

## Style musical
James Last adopte un style musical principalement instrumental, souvent swinguant et propice à la danse, très en vogue au cours des années 1960 et 1970, tout en gardant l'aspect de musique légère et de divertissement, souvent mis en relief par deux trompettes, une basse incisive assorties de chœurs et la batterie, à l'instar des orchestres de Bert Kaempfert, Herb Alpert ou Roberto Delgado.
De nombreux succès de variétés et presque tous les genres de musiques traditionnelles et folkloriques de nombreux pays, tels que l'Autriche, le Mexique, l'Irlande, les musiques de Westerns ou la Russie, seront abordés et repris par son orchestre renforcés par la rythmique d'un accompagnement modernisé.
Les polkas, notamment dans sa série "Polka Party" et valses viennoises seront aussi mises à l'honneur dans un style entraînant.
Les instruments solistes seront aussi mis en vedette, dans sa série "Instrument à Gogo", tels que trompette, saxophone, orgue Hammond, guitare électrique, etc.
Un second style principalement sera abordé de manière beaucoup plus romantique, mettant cette fois en relief les violons, reprenant avec une touche légèrement modernisée par l'appoint de la basse et de la batterie, plusieurs mélodies classiques et airs de Noëls.
Plusieurs artistes solistes s'adjoindront à son orchestre pour quelques compositions, tels que :
- le cithariste autrichien Alfons Bauer (de) en 1968,
- les flûtistes de Pan Gheorghe Zamfir (Le berger solitaire) en 1971 et Horea Crishan (Paradis des oiseaux) en 1982,
- un groupe folk celtique (In Ireland) en 1986,
- la flûtiste traversière Berdien Stenberg (Flûte fiesta) en 1988 puis
- le pianiste Richard Clayderman en 1995.

Les dernières années, face à la mode de plus en plus rythmique, il s'adonnera au disco et convergera souvent vers les rythmes actuels.
Ce sera l'un des orchestres dont la discographie microsillon, puis CD (reprenant les vinyls ou nouveaux) sera la plus importante en diversité, vendus internationalement.

## Discographie
| (ici figurent les disques publiés sous le nom de Hans Last, Orlando et James Last) - Die gab's nur einmal (1963) - Die gab's nur einmal (1964) - Musikalische Liebesträume (1965) - Continental Tango (1965) - Non Stop Dancing '65 (1965) - Hammond A Go Go (1965) - Non Stop Dancing '66 (1965) - Beat In Sweet (1965) - Ännchen von Tharau bittet zum Tanz (1966) - Trumpet A Go Go (1966) - Hammond A Go Go Vol.2 (1966) - Instrumentals Forever (1966) - Classics Up To Date (1966) - Non Stop Dancing '66/II (1966) - Midnight In December (1966) (Single) - Christmas Dancing (1966) - Sax A Go Go (1967) - Non Stop Dancing '67 (1967) - That's Life (1967) - Games That Lovers Play (1967) - Non Stop Dancing '67/2 (1967) - Trumpet A Go Go Vol. 2 (1967) - James Last Presents George Walker (1967) - Fanfare (1967) - Piano A Go Go (1968) - Guitar A Go Go (1968) - Humba Humba A Go Go (1968) - Non Stop Dancing '68 (1968) - Freddy Live (1968) (live-concert with Freddy) - Trumpet A Go Go 3 (1968) - Non Stop Dancing 7 (1968) - Rock Around With Me! (1968) - Käpt’n James bittet zum Tanz (1968) - Sekai Wa Futari No Tameni (1968) (only in Japan) - Die Dreigroschenoper (1968) (3 LP-box) - Non Stop Dancing 8 (1969) - Hammond a go go 3 (1969) - Op klompen (1969) - Ännchen von Tharau bittet zum Tanz 2 (1969) - Hair (1969) - Non Stop Dancing 9 (1969) - Wenn suess das Mondlicht auf den Huegeln schlaeft (1969) - Happy Lehar (1969) - Non Stop Evergreens (1969) - Classics Up To Dat Vol.2 (1969) - Onder Moeders Paraplu (1969) - Golden Non Stop Dancing 10 (1970) (jubilee-edition as LP-Box) - Around The World (1970) (3 LP-Box) - Beachparty (1970) - America Album (1970) (promo-edition — not official released) - With Compliments (1970) - Does His Thing (Happy Music) (1970) - Non Stop Dancing 11 (1970) - Käpt’n James bittet zum Tanz — Vol. 2 (1971) - In Scandinavia (1971) - Happyning (1971) - Non Stop Dancing 12 (1971) - Last Of Old England (1971) - Beachparty 2 (1971) - Non Stop Dancing 1972 (1971) (Non Stop Dancing 13) - Polka Party (1971) - In Concert (1971) - In Concert 2 (1971) - Music From Across The Way (1971) - Voodoo Party (1971) - Wenn die Elisabeth mit ... James Last (1972) - Non Stop Dancing 1972/2 (1972) - Love Must Be The Reason (1972) - Beachparty 3 (1972) - Russland zwischen Tag und Nacht (1972) | - Polka Party II (1972) - Non Stop Dancing 1973 (1972) - Super Non-Stop Dancing (1972) - Classics (1973) - Sing mit (1973) - Happy Hammond (1973) - Non Stop Dancing 1973/2 (1973) - Beachparty 4 (1973) - Stereo Spectacular (1973) - Weihnachten & James Last (1973) - Käpt’n James auf allen Meeren (1973) - Polka-Party (1973) - Non Stop Dancing 1974 (1973) - Sax and Violins A Go Go (1974) - Sing mit 2 (1974) - In Wien beim Wein (1974) - James Last Live (1974) (2 LP-album) - Non Stop Dancing 1974/2 (1974) - Beachparty 5 (1974) - Polka Party 3 (1974) - Violins In Love (1974) - Classics Up To Date 3 (1974) - Sing mit 3 (1975) - Non Stop Dancing 20 (jubilee-edition) (1975) ("Non Stop Dancing '65" new recorded) - In The Mood For Trumpets (1975) - Well Kept Secret (1975) - Tulpen uit Amsterdam (1975) - Rock Me Gently (1975) (Only England & Canada) - Beachparty 6 (1975) - Mambo No. 5 And Other Loved Classics (1975) - Non Stop Dancing 1976 (1975) - Stars im Zeichen eines guten Sterns (1975) - Sing mit 4 (1976) - Freut Euch des Lebens (1976) - Happy Summer Night (1976) - Non Stop Dancing 1976/2 (1976) - Happy Marching (1976) - Classics Up To Date 4 (1976) - Non Stop Dancing 1977 (1976) - Sing mit 5 (1976) - James Last spielt Robert Stolz (1977) - Non Stop Dancing 1977/2 (1977) - Western Party And Square Dance (1977) - Russland Erinnerungen (1977) - Sing mit 6 – von Hamburg bis Mexico (1977) - Non Stop Dancing 78 – Folge 25 (1978) - Live In London (1978) - World Hits (1978) - Classics Up To Date 5 (1978) - New Non Stop Dancing '79 (1978) - Copacabana – Happy Dancing (1979) - James Last And The Rolling Trinity (1979) - Non Stop Hansi (1979) (to his 50. birthday — not for sale) - Hereinspaziert zur Polka Party (1979) - Paintings (1979) (Only in Japan) - Live in Tokyo (1979) - Ein festliches Konzert zur Weihnachtszeit (1979) - The Non Stop Dancing Sound Of The 80's (1979) - Sing mit 7 – Die Party für das ganze Jahr (1980) - Romantische Träume (1980) - Seduction (1980) - Caribbean Nights (1980) - Non Stop Dancing '81 (1980) - Rosen aus dem Süden (1980) - Die schönsten Melodien der letzten 100 Jahre (1980) - Sing mit 8 … und ab geht die Feuerwehr! (1981) - Ännchen von Tharau bittet zum Träumen (1981) - Tango (1981) - Hansimania (1981) - Non Stop Dancing ’82 – Hits Around The World (1982) - Sing mit 9 – Lass’ die Puppen tanzen (1982) - Jahrhundertmelodien (1982) - Biscaya (1982) | - Nimm mich mit Käpt’n James auf die Reise (1982) - Paradiesvogel (1982) - Sing mit 10 – Wir wollen Spass! (1982) - Non Stop Dancing '83 – Party Power (1983) - Erinnerungen (1983) - James Last spielt die grössten Songs von The Beatles (1983) - The Rose Of Tralee (1983) - Superlast (1983) - Classics Up To Date Vol.6 (1984) - James Last im Allgäu (In The Alps) (1984) - Paradiso (1984) - James Last At St. Patrick's Cathedral, Dublin (1984) - James Last in Scotland (1984) - Non Stop Dancing '85 (1984) - Grenzenloses Himmelblau (1985) - Für alle! (Leave the best to Last) (1985) - Viva Vivaldi (1985) - Swing mit (1985) - Deutsche Vita (1986) - In Ireland (1986) - Plus (James Last & Astrud Gilberto) (1986) - Traumschiff-Melodien (1986) - Alles hat ein Ende nur die Wurst hat zwei (1987) - James Last in Holland (1987) - James Last spielt Bach (1987) - The Berlin-Concert ’87 (1987) - Lorentz & Soehne (1988) - Flute Fiesta (James Last & Berdien Stenberg) (1988) - Dance, Dance, Dance (1988) - James Last spielt Mozart (1988) - Happy Heart (1989) - Wir spielen wieder Polka (1989) - Lieder (James Last & René Kollo) (1989) - Classics By Moonlight (1990) - James Last in Holland 2 (1990) - Traummelodien (James Last & Richard Clayderman) (1990) - Pop Symphonies (1991) - Serenaden (James Last & Richard Clayderman) (1991) - Viva España (1992) - Country Cousins (1992) - James Last in Holland 3 (1992) - Frieden (Peace) (1992) - James Last spielt Andrew Lloyd Webber (1993) - Christmas Eve (James Last & Engelbert) (1994) - Dein ist mein ganzes Herz (James Last & Milva) (1994) - In Harmony (James Last & Richard Clayderman) (1995) - Beach Party ’95 (1995) - My Soul – Best of Motown (1995) - Classics From Russia (1996) - Macarena (1996) - Pop Symphonies 2 (1997) - Classics Up To Date 8 (1998) - Country Roads (1998) - The Best of Live on Tour (1998) - James Last & Friends (1998) - Happy Birthday (1999) - Concerts (1999) - Gentleman Of Music (2000) - Ocean Drive (2001) - James Last Plays ABBA (2001) - A World Of Music (2002) - New Party Classics (2002) - Elements Of James Last Vol.1(2004) - They Call Me Hansi (2004) - Die schönsten TV- und Filmmelodien (2006) - Live in Europe (2006) - Warum Maenner nicht zuhoeren und Frauen schlecht einparken (Soundtrack) (2007) GK - James Last In Los Angeles (Well Kept Secret 1975) (2008) GK - James Last — Live At The Royal Albert Hall (Released as 1 DVD-edition and 2 CD-edition) (2008) GK - James Last - Eighty Not Out (Released as a 3-CD Edition) (2010) - Music is My World (2011) - America Album (2012) |

## Filmographie

### Compositeur

#### Cinéma
- 1968 : Morgens um Sieben ist die Welt noch in Ordnung
- 1969 : Wenn süß das Mondlicht auf den Hügeln schläft
- 1969 : Ein Tag ist schöner als der andere
- 1970 : Unsere Pauker gehen in die Luft
- 1971 : Der Kapitän
- 1972 : Heute hau'n wir auf die Pauke
- 1974 : Schwarzwaldfahrt aus Liebeskummer

#### Télévision

##### Séries télévisée
- 1982 : Kreisbrandmeister Felix Martin
- 1987 : Der Landarzt
- 1988 : Lorentz & Söhne
- 1989 : Zwei Münchner in Hamburg

##### Téléfilm
- 1985 : Grenzenloses Himmelblau
- 1992 : Das Traumschiff - Norwegen
- 1993 : Das Traumschiff - Hongkong
- 1994 : Das Traumschiff - Dubai
- 1995 : Das Traumschiff - Mauritius
- 1999 : Das Traumschiff - Tahiti
- 2000 : Das Traumschiff 2000 - Bali
- 2000 : Das Traumschiff - Seychellen
- 2004 : Das Traumschiff - Australien

##### Émission de télévision
- 1979 : James Last in London